# 刘营镇 (邯郸市)
刘营镇，是中华人民共和国河北省邯郸市永年区下辖的一个乡镇级行政单位。原为刘营乡，2016年撤乡设镇。

## 行政区划
刘营乡下辖以下地区：
余刘营村、赵刘营村、宋刘营村、陈刘营村、梁刘营村、杨刘营村、卢刘营村、龙曹村、榆林一村、榆林东村、榆林二村、朱庄村、五里村、魏庄村、龙泉村、东睢宁村、西睢宁村、后睢宁村、东瓜井村、西瓜井村和后瓜井村。